# Hygrolembidium triquetrum
Hygrolembidium triquetrum là một loài Rêu trong họ Lepidoziaceae. Loài này được J.J. Engel & R.M. Schust. mô tả khoa học đầu tiên năm 1987.